# 1377
Évszázadok: 13. század – 14. század – 15. század
Évtizedek: 1320-as évek – 1330-as évek – 1340-es évek – 1350-es évek – 1360-as évek – 1370-es évek – 1380-as évek – 1390-es évek – 1400-as évek – 1410-es évek – 1420-as évek
Évek: 1372 – 1373 – 1374 – 1375 –  1376 – 1377 – 1378 – 1379 – 1380 – 1381 – 1382

## Események

### Határozott dátumú események
- január 17. – XI. Gergely pápa bevonul Rómába.
- május – A folyamatos lázongások arra késztetik a pápát, hogy ideiglenesen Anaguiba vonuljon vissza.
- május 22. – XI. Gergely kiadja öt bulláját, melyekben betiltja John Wycliffe tanait.
- június 21. – Meghal III. Eduárd angol király.
- július 16. – Angol királlyá koronázzák a tízéves II. Richárdot.
- július 27. – I. Mária szicíliai királynő (III. Frigyes lánya) trónra lépése (1401-ig uralkodik).
- október 2. – Péter korábbi győri püspök elfoglalja a veszprémi püspöki széket.[1]
- október 26. – Királlyá koronázzák Kotromanić Tvrtko bosnyák bánt.
- november 19. – Nagy Lajos magyar király a brassóiakhoz írt levelében arról biztosítja a kereskedőket, ha „úgy, ahogy reméli” Havasalföld a kezébe kerül, csökkenteni fogja a vámokat.

### Határozatlan dátumú események
- Meghal Urus kán a Fehér Horda uralkodója, Timur Lenk jelöltjét a horda trónjára megölik Urus utódjának hívei.
- Róbert genfi gróf (a későbbi VII. Kelemen) Észak-Itália pápai legátusa kifosztja Cesena városát és 4000 pápaellenes lázadót mészároltat le.
- I. Lajos magyar király a török ellen vonul és legyőz egy kisebb török sereget.
- Nicolas Oresme-t Lisieux püspökévé választják. Az Oresme által Arisztotelész műveinek latinból franciára való fordításai nagyban hozzájárulnak a francia nyelv fejlődéséhez.

## Születések
- szeptember 19. – IV. Albert osztrák herceg († 1404)
- II. Ernő osztrák herceg a "vaserejű" († 1424)
- II. Lajos nápolyi király († 1417)

## Halálozások
- június 21. – III. Eduárd angol király (* 1312)
- július 27. – III. Frigyes szicíliai király (* 1342)